# Głogów Małopolski
Pour les articles homonymes, voir Głogów (homonymie).
Głogów Małopolski est une ville de Pologne, située dans le sud-est du pays, dans la voïvodie des Basses-Carpates. Elle est le chef-lieu de la gmina de Głogów Małopolski, dans le powiat de Rzeszów.